# John Nisby
John Edward Nisby  (São Francisco, 9 de setembro de 1936 - 6 de fevereiro de 2011) foi um jogador profissional de futebol americano estadunidense que jogou no Pittsburgh Steelers e no Washington Redskins.